# Lead Belly
Lead Belly (polgári nevén Huddie William Ledbetter, 1888. január 31., Mooringsport, Louisiana – 1949. december 6., New York City) amerikai folk/blues énekes volt. Legismertebb dalai a „Midnight Special”, a „Goodnight, Irene”, a „Cotton Fields” és a „Boll Weevil”. Nevét gyakran Leadbelly-nek írják, de ő maga két külön szóként írta: Lead Belly, illetve a Lead Belly Foundation is a két szavas írásmódot részesíti előnyben.

## Életpályája
Sallie Brown és Wesley Ledbetter gyermekeként született a Louisiana állambeli Mooringsportban. 1903-ban kezdődött zenei karrierje, amikor a louisianai Shreveportban játszott a St. Paul's Bottoms nevű piros lámpás negyedben. 1915 és 1939 között többször volt börtönben. John és Alan Lomax folkloristák fedezték fel Lead Bellyt, miközben ő börtönben volt. 1934 és 1943 között rögzített dalai az 1990-es években jelentek meg CD-n, a Rounder Records gondozásában.
Lead Belly 1949-ben hunyt el New Yorkban.